# David Colmer
David Colmer (Adelaide, 1960) is een van oorsprong Australische schrijver en vertaler van voornamelijk Nederlandstalige literatuur. Hij vertaalt romans, poëzie en kinderliteratuur en is de huidige Engelse vertaler van onder anderen Gerbrand Bakker, Dimitri Verhulst en Annie M.G. Schmidt. Colmers poëzievertalingen in het Engels zijn onder andere selecties uit het werk van Hugo Claus, Anna Enquist, Cees Nooteboom en Ramsey Nasr. Hij vertaalde ook Awater van Martinus Nijhoff, de Dolfje Weerwolfje-reeks van Paul van Loon en cartoons van Gummbah.

## Prijzen en nominaties
- 2024 De Engelse vertaling van Revolusi van David Van Reybrouck, een duovertaling met David McKay, kwam op de shortlist voor zowel de Cundill History Prize[2] als de Baillie Gifford Prize.[3]
- 2021 James Brockwayprijs voor zijn vertalingen van Nederlandstalige poëzie[4]
- 2014	Genomineerd voor de Pen Award for Poetry in Translation Even Now, gedichten van Hugo Claus)[5]
- 2013	Vondel Prize voor The Misfortunates van Dimitri Verhulst  (NL De helaasheid der dingen)
- 2013	Independent Foreign Fiction Prize, met Gerbrand Bakker, voor The Detour (NL De omweg)[6]
- 2012	Vertaalprijs van het Nederlands Letterenfonds voor vertalingen uit het Nederlands
- 2011	Genomineerd voor de Popescu (Poetry Society) Prize voor Heavenly Life, gedichten van Ramsey Nasr)
- 2010 	Impac Dublin Literary Award, met Gerbrand Bakker, voor The Twin (NL Boven is het stil)
- 2010	Genomineerd, met Gerbrand Bakker, voor de Best Translated Book Award (USA) voor The Twin(NL Boven is het stil)
- 2009	NSW Premier’s Translation Prize and the PEN Trophy (tweejaarlijkse oeuvreprijs)[7]
- 2009	Genomineerd voor de Oxford-Weidenfeld Translation Prize voor The Twin (NL Boven is het stil)
- 2007-2011 David Reid Poetry Translation Prize (vier bekroningen)[8]

### Vertalingen
- Gerbrand Bakker: The Detour (2012, NL De omweg); The Twin (2008, NL Boven is het stil)
- Hugo Claus: Even Now (2013, een keuze uit de gedichten)
- Adriaan van Dis: Repatriated (2008, NL Familieziek)
- Anna Enquist: The Fire was Here (2003, NL Hier was vuur)
- Gummbah: Meanwhile, Between Two Eternities of Darkness (2013, een keuze uit de cartoons, herziene editie)
- Arthur Japin: In Lucia’s Eyes (2005, NL Een schitterend gebrek)
- Cees Nooteboom: Self-portrait of an Other (2011, NL Zelfportret van een ander)
- Annie M.G. Schmidt: Jip and Janneke (2008, NL Jip en Janneke; A Pond Full of Ink (2011, NL Een vijver vol inkt); Tow-Truck Pluck  (2011, NL Pluk van de petteflet)
- Ramsey Nasr: Heavenly Life (2010, een keuze uit de gedichten)
- Martinus Nijhoff: Awater (2010)
- Willem Jan Otten: The Portrait (2009, NL Specht en zoon)
- Peter Terrin: The Guard (2012, NL De bewaker)
- Menno Wigman: Window-cleaner Sees Paintings (2016, een keuze uit de gedichten); Beautiful Things (2020, een keuze uit de gedichten)
- Nachoem M. Wijnberg: Advance Payment (2013, een keuze uit de bundels Liedjes, Het leven van en Eerst dit, dan dat)
- Dimitri Verhulst:  Problemski Hotel (2005); Madame Verona Comes Down the Hill (2009, NL Mevrouw Verona daalt de heuvel af); The Misfortunates (2012, NL De helaasheid der dingen)

### Fictie
- Lew, roman, 2003, vertaling Peter Bergsma
- Op de verkeerde plek, verhalen, 2006, vertaling Richard Kruis

- Bibliothèque nationale de France: cb16997234z (data)
- Gemeinsame Normdatei: 1044801050
- International Standard Name Identifier: 0000 0000 6768 1403
- Library of Congress Control Number: n98013364
- Nationale Bibliotheek van Israël: 987007329574805171
- Virtual International Authority File: 63317787
- WorldCat: E39PBJppvVGXwdMTmkWr9V86Kd